# Mistastin
Mistastin – krater uderzeniowy i jezioro meteorytowe w prowincji Nowa Fundlandia i Labrador, na półwyspie Labrador, Kanada. Jezioro ma w przybliżeniu kolisty kształt i ok. 16 km średnicy, znajduje się w kolistej niecce o średnicy ok. 28 km. W środku jeziora znajduje się wyspa interpretowaną jako wzniesienie centralne krateru uderzeniowego. Krater powstał 36,4 ± 4 miliony lat temu (w eocenie). Powierzchnia jeziora wynosi ok. 145 km².